# Бранимир Јелић
Бранимир Бранко Јелић (Доњи Долац код Омиша, 28. фебруар 1905. — Западни Берлин, 31. мај 1972) био је хрватски политичар, љекар и публициста и припадник Усташког покрета.

## Биографија
Бранко Јелић се родио у Доњем Доцу код Омиша 28. фебруара 1905. године. Родио се као четврто од осморе дјеце породице Ивана и Иве (дјевојачки Симунић) Јелић. Основну школу похађао је у родном мјесту од 1911. до 1915. године, а у Сплиту класичну гимназију на којој је матурирао 1923. године. Након завршене гимназије одлази у Загреб, гдје уписује студиј медицине и остаје сљедећих пет година. Од ђачких дана дјелује политички, а дјеловање наставља и у Загребу током студија. Јелић се активирао у Хрватској правашкој револуционарној омладини (ХПРО), која је дјеловала у оквиру Хрватске странке права од 1926. године када је покренут и њен орган Старчевић. Почетком октобра 1928. године основана је организација Хрватски домобран, која је под окриљем легалног спортског друштва требало да припрема омладинце за илегалне борбене акције. Не добивши дозволу за легално дјеловање, организација наставља тајно да окупља омладинце и припрема их за терористичке активности.
Из књиге Хрвоја Матковића Повијест Независне Државе Хрватске:
Активност правашке омладине дошла је до изражаја у демонстрацијама 1. децембра 1928. поводом прославе 10-годишњице уједињења. Наиме, на торањ загребачке катедрале, у тренутку окупљања виших официра и државних службеника, извјешене су двије црне и једна хрватска застава. Обје црне заставе су пале на окупљене узванике пред улазом у катедралу. Када је полиција ухитила два омладинца (судионика инцидента), те их спроводила до полицијске постаје, дошло је у Петрињској улици до сукоба с групом демонстраната и крвопролића. Организатори те акције Бранимир Јелић и Густав Перчец тада су илегално напустили земљу.
Након организовања демонстрација Јелић одлази у Грац, гдје наставља и завршава студиј медицине.

## Емиграција

### Прије Другог свјетског рата
Јелић се у емиграцији прикључио покрету Анта Павелића и добија положај поглавног побочника (замјеника поглавника) и могућност политичког дјеловања међу хрватском дијаспором у Европи и Сјеверној и Јужној Америци. У једном од својих записа биљежи лично виђење преломне одлуке о новом покушају интернационализације хрватског питања и одласку у политичку емиграцију.
Касније Јелић одлази у Јужну Америку гдје организује Хрватски домобран, затим то исто чини и у Сјеверној Америци. Током другог боравка у САД у фебруару 1939. године бива интерниран 56 дана, а након кампање америчких Хрвата и неких америчких политичара, отвореног писма предсједнику САД Френклину Д. Рузвелту био му је допуштен улазак у САД. У октобру 1939. године приликом повратка у Европу британске тајне службе скидају га с талијанског брода Conte di Savoia у Гибралтару и интернирају на острво Мен у Ирском мору, гдје је, уз повремена пребацивања у друга мјеста заточења, боравио од јуна 1940. године до децембра 1945. године.

### Након Другог свјетског рата
Након Другог свјетског рата, Јелић наставља политичку дјелатност и борбу за самосталну Хрватску.
Године 1949. долази у Западну Њемачку, у Минхен, гдје 1950. године оснива Хрватски народни одбори почиње издавати новине Хрватска држава. Као предсједник ХНО учествује на Свехрватском конгресу одржаном у Њујорку од 29. августа до 2. септембра 1962. године, из којега произилази прво Хрватско народно вијеће под предсједањем Ибрахимбега Џинића.
Историчар др Јере Јареб је прикупио, уредио и биљешкама попратио Јелићеве писане успомене и меморијалне чланке те их објавио као Политичке успомене и рад дра Бранимира Јелића, 1982. године.

## Убиство
Још за вријеме Краљевине Југославије, званични Београд је размишљао о убиству Бранка Јелића. Милан Стојадиновић у својим је мемоарима написао како је кнез Павле Карађорђевић намјеравао тражити од Хитлерове владе изручење Јелића, да би га, приликом транспорта за Југославију, избацили из авиона негдје над Караванкама у данашњој Словенији. Након покушаја отмице 1950. године у Диселдорфу и атентата 10. септембра 1970. године у Берлину, када је лакше рањен од постављеног експлозива, УДБА је организовала други покушај бомбашког атентата, 5. маја 1971. године, постављајући бомбу пред улазом у Јелићеву љекарску ординацију. Јелић је задобио теже повреде на ногама и десном рамену, а његова секретарица Валтрауда Горски задобила је лакше повреде. Пребачен је у берлинску болницу гдје је два дана касније, 7. септембра 1971. године, поновно покушан атентат на њега. Драгица Јеремић покушала је ући у Јелићеву болесничку собу, али је од полиције спријечена а код ње је пронађен пиштољ с пригушивачем и неколико ручних бомби. Након изласка из болнице Јелић се одселио на сигурније подручје, у Минхен, гдје је 31. маја 1972. године умро од посљедица тровања.